# Labyrinthocyathus delicatus
Espèce
Statut CITES
Labyrinthocyathus delicatus est une espèce de coraux appartenant à la famille des Caryophylliidae.